# Friedrich Leopold von Kircheisen
Pour les articles homonymes, voir Kircheisen.
Friedrich Leopold von Kircheisen, né le 28 juin 1749 à Berlin, mort le 18 mars 1825 à Berlin, est un juriste et un ministre prussien.

## Biographie
Son père, Karl David Kircheisen (mort en 1770), est président de la municipalité et directeur de police à Berlin. Kircheisen étudie le droit à l'université de Halle avant d'entrer dans les services de la justice prussienne. Il est nommé conseiller à la Cour d'appel en 1773 puis au conseil supérieur de révision en 1777. En 1787, Kircheisen est nommé directeur de la chambre d'instruction. En 1792, il refuse le poste de président de la ville de Berlin et de chef de la police. À partir de 1795, il occupe les fonctions de vice-président de la Cour d'appel — participant à l'élaboration de l'Allgemeine Landrecht für die preußischen Staaten (ALR), en français l'« État général des lois pour les États prussiens » — et organise la justice dans les principautés d'Ansbach et de Bayreuth sur l'ordre de Karl August von Hardenberg. En 1798, il est anobli. Par ailleurs, il est nommé docteur de l'université de Halle. En 1809, Kircheisen devient président de la Cour d'appel.
De 1810 à 1825, Kircheisen occupe les fonctions de ministre de la Justice dans le gouvernement Hardenberg, qui engage la Prusse dans la voie des réformes après la défaite de 1806. Doyen du gouvernement, Kircheisen dirige jusqu'en 1817 les séances du conseil des ministres pendant les fréquentes absences d'Hardenberg.
Au cours des dernières années, les positions de Kircheisen ne correspondent plus toujours à celles d'Hardenberg. Alors que Kircheisen, attaché à l'unification du droit, prétend imposer l'ALR aux nouvelles provinces de Rhénanie et Westphalie, le chancelier ne le voit pas ainsi. En 1817, Hardenberg réduit le champ des compétences de Kircheisen créant, au profit de Carl Friedrich von Beyme, un ministère de la réforme des lois. L'Immediat-Justiz-Kommission (IJK), constituée par Hardenberg pour contrecarrer les projets de Kircheisen, présente en 1818 un rapport recommandant le maitien du systèmle judiciaire français avant la révision générale du droit prussien. En 1819, les mêmes oppositions apparaissent à propos des nouveaux territoires pris à la Saxe. Les propositions de réforme de Kircheisen vont également dans le sens d'une application dans l'ensemble des États prussiens. Même si, à partir de 1817, Kircheisen est membre du Conseil d'État, son ministère ne coiffe pas l'ensemble du domaine de la justice.